# Мухсін Ертуграл
Мухсін Ертуграл (тур. Muhsin Ertuğral, нар. 15 вересня 1959, Стамбул, Туреччина) — турецький футболіст і футбольний тренер. Був головним тренером низки африканських та європейських команд, серед яких можна виділити збірну Заїру, «Генчлербірлігі», «Сівасспор»та «Кайзер Чіфс».

## Кар’єра гравця
Ертуграл виріс у Кельні, Німеччина. Він починав грати у молодіжній команді «Кельна» і невдовзі перейшов до головної команди. У цей період його помітили й викликали до молодіжної збірної Туреччини.
У першій команді німецького клубу не зміг заграти, після чого перейшов до льєзького «Стандарда». У Бельгії Ертуграл теж не зміг отримати постійну ігрову практику у основній команді. Він перейшов до «Уніона» із міста Золінген, що у Німеччині.
У середині 80-х років Ертуграл повернувся до Туреччини, де перебував у складі «Ескішехірспора» та «Антальяспора», але майже не грав через велику кількість травм. Відома лише єдина його поява у матчі на вищому рівні. 16 серпня 1987 він вийшов у стартовому складі «Ескішехірспора» у домашньому поєдинку проти «Галатасарая», що проходив у рамках турецької Суперліги.
Закінчив кар’єру в 1989 німецькому «Зіндельфінгені» з однойменного міста, який нині грає у сьомому дивізіоні Німеччини.

## Тренерська кар’єра
Мухсін закінчив тренерські курси у Німеччині. Під час навчання у тренерській школі тренував «Дагерсхайм», одну з німецьких команд Ландесліги в 1990/91 роках.
У 1992 році він керував «Платтенхардтом», однією з команд Крайсклассе, десятого дивізіону Німеччини. Через два сезони команда виграла десятий дивізіон та підвищилася до Крайсліги, девятого по силі дивізіону.
У 1995 році Мухсін очолив збірну Заїру, яка під його керівництвом вийшла у фінальну стадію Кубка африканських націй 1996 року. Однак після програшу в першому матчі турніру збірній Габону він покинув пост головного тренера збірної.
Ертуграл підписав угоду з «Генчлербірлігі» на сезон 1996/97. Однак незабаром після підписання контракту керівництво клубу відмовилось від його послуг, і на посаду головного тренера було запрошено Метіна Тюреля, який вже вчетверте став тренером «Генчлербірлігі». Мухсін був звільнений, не провівши на чолі команди жодного матчу. 
В другій половині сезону 1997/98 років потрапив до «Трабзонспора», як помічник тренера. Головним тренером команди був його друг, Йилмаз Вурал, з яким вони познайомились на тренерських курсах.
У 1999 році Мухсін був призначений головним тренером одного з провідних південноафриканських клубів — «Кайзер Чіфс». Йому не вдалося виграти з командою національний чемпіонат, але “кайзери” здобули низку інших трофеїв, серед яких був Кубок ПАР 2002 і Кубок володарів кубків КАФ 2001.
У сезоні 2003/04 Мухсін працював наставником туніської команди «Клуб Африкен».
У липні 2004 року був призначений на посаду головного тренера австрійського «Маттерсбурга». У листопаді того ж року він пішов з команди після розгрому від «Ваккера».
3 січня 2005 року  був призначений тренером єгипетського «Ісмайлі». Пропрацювавши з клубом до 5 травня, пішов з посади.
14 липня 2006 року очолив кейптаунський «Аякс».
З 1 липня 2007 року по 8 травня 2009 року Мухсін знову працював головним тренером «Кайзер Чіфс», з яким перейшов відмітку у 100 матчів на чолі клубу (60 матчів у період з 1999 по 2003 роки і 58 матчів у період з 2007 по 2009 роки). Також клуб переміг у розіграші Кубка ПАР 2007 та завойював Кубок Ліги 2009.
Потім, ненадовго повернувшись в «Аякс», він став наставником клубу турецької Суперліги «Сівасспор», який очолював з 13 жовтня 2009 року по 25 березня 2010 року.
Велику частину сезону 2011/12 і початок наступного Мухсін працював з південноафриканським «Голден Ерроуз».
Потім Ертуграл вкотре повернувся в «Аякс», а у сезоні 2015/16 очолював команду «Мпумаланга Блек Ейсіз».
У липні 2016 року Мухсін підписав трирічний контракт з непримиренним суперником «Кайзер Чіфс», клубом «Орландо Пайретс», але був звільнений 2 листопада того ж року.
21 грудня 2017 року вкотре повернувся до кейптаунського «Аякса». 11 листопада 2018 року Ертуграл залишив посаду і вже 28 грудня перебрався у «Маріцбург Юнайтед».
Очолюваний турецьким спеціалістом «Маріцбург» програв п'ять матчів підряд, внаслідок чого Ертуграла було звільнено з посади через місяць, 28 січня 2019 року.
4 березня 2020 року увійшов до тренерського штабу Шенола Гюнеша, який очолював збірну Туреччини.

## Досягнення

### Тренерські
- Володар Кубка володарів кубків КАФ (1): 2001

- Володар Кубку ПАР (2): 2002, 2007
- Володар Кубку Ліги ПАР (1): 2009